# Koke (football, 1983)
Pour les articles homonymes, voir Koke et Contreras.
Sergio Contreras Pardo, dit Koke, est un footballeur espagnol né le 27 avril 1983 à Malaga (Espagne). Il évolue au poste d'attaquant.

## Affaires judiciaire
En novembre 2019, il est arrêté par la police espagnole, qui le soupçonne d’être à la tête d'un réseau international de trafic de drogue entre le Rif (Maroc) et la Costa del Sol (Espagne).
Le 2 mai 2023, il est condamné à 6 ans de prison pour trafic de drogue. Il risquait 16 ans de prison mais ayant reconnu les faits, la peine a été ramenée à 6 ans.

## Statistiques en championnat
| Année     | Équipe                 | Championnat  | Matchs | Buts |
| --------- | ---------------------- | ------------ | ------ | ---- |
| 2002-2003 | Málaga CF              | Liga         | 6      | 1    |
| 2003-2004 | Málaga CF              | Liga         | 0      | 0    |
| 2003-2004 | Olympique de Marseille | Ligue 1      | 10     | 0    |
| 2004-2005 | Olympique de Marseille | Ligue 1      | 24     | 5    |
| 2005-2006 | Olympique de Marseille | Ligue 1      | 9      | 1    |
| 2005-2006 | Sporting Portugal      | Liga Sagres  | 6      | 2    |
| 2006-2007 | Aris Salonique         | 1re Division | 29     | 10   |
| 2007-2008 | Aris Salonique         | 1re Division | 32     | 10   |
| 2008-2009 | Aris Salonique         | 1re Division | 27     | 5    |
| 2009-2010 | Aris Salonique         | 1re Division | 32     | 3    |
| 2010-2011 | Aris Salonique         | 1re Division | 20     | 2    |

## Palmarès
- Olympique de Marseille
  - Vainqueur de la Coupe Intertoto en 2005.